# Río Mishollo
Der Río Mishollo ist ein 87 km langer linker Nebenfluss des Río Huallaga in den Provinzen Pataz (Region La Libertad) und Tocache (Region San Martín) im zentralen Norden Perus.

## Flusslauf
Der Río Mishollo entspringt an der Wasserscheide der peruanischen Zentralkordillere im äußersten Nordwesten des Distrikts Ongón (Provinz Pataz) auf einer Höhe von etwa 3760 m. Er fließt anfangs 40 km in Richtung Ostsüdost, anschließend in Richtung Ostnordost. Bei Flusskilometer 67 befindet sich die Siedlung Utcubamba am südlichen Flussufer. Von dieser führt nach Südwesten eine Straßenverbindung zur Provinzhauptstadt Tayabamba. Oberhalb dem südlichen Flussufer führt die erst Ende der 2010er Jahre fertiggestellte Straße von Utcubamba nach Osten zum Distriktverwaltungszentrum Ongón, das an einem Nebenfluss liegt, der bei Flusskilometer 47 von Süden kommend in den Río Mishollo mündet. Aufgrund der in der Region häufigen Starkregenereignisse kommt es immer wieder zu Erdrutschen, welche die Straßenverbindung unterbrechen. Die unteren 40 Kilometer des Río Mishollo liegen im Distrikt Pólvora in der Provinz Tocache. 12 Kilometer oberhalb der Mündung trifft der Río Cotomono von Westen kommend auf den Río Mishollo. Dieser durchquert im Anschluss das breite Flusstal des Río Huallaga. Er bildet auf diesem Flussabschnitt einen verflochtenen Fluss. Bei Flusskilometer 6 befindet sich die Ortschaft Santa Rosa de Mishollo am südlichen Flussufer. Der Río Mishollo mündet schließlich 2 km unterhalb der Ortschaft Puerto Pizana auf einer Höhe von etwa 450 m in den Río Huallaga.

## Einzugsgebiet
Das Einzugsgebiet des Río  Mishollo umfasst eine Fläche von 2078 km². Das Gebiet umfasst den Distrikt Ongón sowie 765,9 km² im Distrikt Pólvora. Der Río  Mishollo entwässert einen Teil der Ostflanke der peruanischen Zentralkordillere. Im Norden grenzt das Einzugsgebiet an die von Río Matallo (im östlichen Norden) und Río Abiseo (im westlichen Norden), im Westen an das des Río Cajas, ein Nebenfluss des Río Marañón, sowie im Süden an das des Río Tocache.

## Ökologie
Der im Westen der Provinz Tocache gelegene Teil des Einzugsgebietes des Río Mishollo liegt innerhalb des regionalen Schutzgebietes Bosques de Shunté y Mishollo.